# Brachistosternus perettii
Espèce
Brachistosternus perettii est une espèce de scorpions de la famille des Bothriuridae.

## Distribution
Cette espèce est endémique de la région de Coquimbo au Chili. Elle se rencontre dans les monts Doña Ana entre 3 000 et 3 600 m d'altitude.

## Description
Le mâle holotype mesure 62,33 mm et la femelle paratype 67,28 mm.

## Étymologie
Cette espèce est nommée en l'honneur d'Alfredo Peretti.

## Publication originale
- Ojanguren Affilastro & Mattoni, 2006 : A new species of Brachistosternus from the Chilean central Andes (Scorpiones: Bothriuridae). Studies on Neotropical Fauna and Environment, vol. 41, no 1, p. 79–85 (texte intégral).